# Dovre nationalpark
62°5′N 9°32′Ø / 62.083°N 9.533°Ø
Dovre nationalpark ligger i Folldal og Dovre kommuner i Innlandet fylke i Norge. Nationalparken blev oprettet i 2003 og er på 289 km ² og størstedelen af den ligger over trægrænsen. I parken findes Norges sydligste forekomster af  bundfrosne moser med permafrost.

## Ekstern henvisninger
- Direktoratet for naturforvaltning, information om Dovre nationalpark Arkiveret 10. marts 2007 hos  Wayback Machine